# 加藤靖也
加藤 靖也（かとう やすなり、1954年（昭和29年）7月2日 - ）は、日本の政治家。勲等は旭日双光章。元岐阜県土岐市長（2期）。

## 来歴
岐阜県立多治見北高等学校卒業。京都大学工学部卒業。1978年（昭和53年）、土岐市役所に入庁。土岐市立総合病院事務局長、消防長などを歴任。
2011年（平成23年）4月24日に行われた土岐市長選挙に立候補。現職の大野信彦、元多治見市役所職員の籠橋健治らを破り初当選を果たした（加藤：19,000票、大野：10,259票、籠橋：5,260票）。投票率は70.60％。4月27日、市長就任。
2015年（平成27年）、再選。
2019年（平成31年）の市長選には出馬せず、市長職を退いた。
2025年（令和7年）春の叙勲で旭日双光章を受章した。